# Turok (videojoc del 2008)
Turok és l'últim videojoc acció en primera persona de la saga videojocs de Turok basat en els còmics del mateix nom d'Acclaim Entertainment. En un principi es va anunciar per a ser publicat a l'Amèrica del Nord per la PlayStation 3 i Xbox 360 el 5 de febrer de 2008, això no obstant, es va dir després que es publicava el 31 de gener. Es va publicar el 22 d'abril de 2008 pels ordinadors. Turok va ser creat per Propaganda Games i publicat i distribuït per Disney Interactive Studios sota Touchstone a l'Amèrica del Nord i Regne Unit i per Capcom a la resta del planeta.
El joc es tracta com un reinici dels videojocs anteriors Turok. Els jugadors assumeixen el paper del marine espacial amerindi nord-americà Joseph Turok, que forma part d'un equip enviat a un planeta remot per detenir al general Roland Kane, antic comandant de Turok, que ara és un criminal de guerra buscat. Després de l'aterratge accidental, Turok descobreix que el planeta és la llar de tota mena de dinosaures i ha de lluitar contra les criatures depredadores i l'exèrcit privat de Kane en la seva missió d'eliminar el seu antic mentor.
Aquest va ser el primer i únic videojoc de Touchstone Games realitzat després del seu tancament el 2008.
El joc va rebre crítiques diverses de la crítica. Una seqüela prevista de Turok es va cancel·lar després del tancament de Propaganda Games.

## Jugabilitat
La jugabilitat de Turok és similar a la de la majoria dels shooters en primera persona, amb un fort enfocament en la supervivència en entorns naturals perillosos. Els enemics humans, sota el lideratge de Kane, són la principal amenaça per al jugador, encara que sovint es poden trobar dinosaures vagant al llarg del joc. Els dinosaures actuen com una força neutral i, si el jugador ho vol, es poden utilitzar com a eina per atacar els soldats enemics. Això es pot fer atraient dinosaures itinerants a un tiroteig (mitjançant: bengales, trets, etc.) per ajudar el jugador i ajudar a reduir l'enemic, amb possibles altres maneres depenent de la situació. La intel·ligència dels dinosaures és molt semblant a la dels dinosaures de la Terra, de manera que altres dinosaures i tots els humans, inclosos els aliats i enemics del jugador, poden ser atacats. El joc no fa servir una funció d'ajuda a l'objectiu.
El desenvolupador Propaganda Games ha inclòs una mecànica addicional de sigil al joc. Com que Turok té lloc principalment en entorns de la selva amb un enfocament en l'entorn, el jugador pot matar enemics amb un arc o un ganivet sense ser escoltat o utilitzar dinosaures per cridar l'atenció d'altres enemics i passar desapercebuts. Una característica nova famosa d'aquest joc és el Silent Kill, que es fa traient el ganivet i després atacant un dinosaure humà o inconscient per darrere. L'execució es pot fer servir contra dinosaures i humans per igual com a cop final, i es pot executar des de qualsevol costat. El ganivet també fa ús com a arma d'autodefensa durant les fases conegudes com "mauls" (apallissades), on el jugador és atacat per un dinosaure o un insecte, i ha de colpejar els botons corresponents per contraatacar o defensar l'atac.

### Multijugador
El joc multijugador en línia també està disponible. Hi ha un Deathmatch (en equip), Capture the Flag (capturar la bandera), Wargames (jocs de guerra) i Assault Capture the Flag (assalt de capturar la bandera). El multijugador admet fins a 16 persones i 4 jugadors per a tres missions cooperatives. Una característica del multijugador, que genera aleatòriament dinosaures i insectes controlats per ordinador que apareixen a diferents llocs dels nivells, afegeix un nou factor al joc. Tot i que els jugadors s'han de preocupar pels enemics contraris, ara també s'han de preocupar pels dinosaures hostils que intentaran matar-los. Hi pot haver fins a 4 dinosaures o insectes controlats per IA en qualsevol mapa alhora. Tanmateix, el multijugador de pantalla dividida no és compatible en cap forma.
Originalment, la versió Xbox 360 de Turok estava configurada per incloure un assoliment anomenat "Grab Bag", que requeria que els jugadors matessin almenys un enemic, un dinosaure, un company d'equip, i ells mateixos, tots en el mateix partit. Això va provocar controvèrsia a Internet, ja que l'assoliment va recompensar bàsicament els jugadors per matar en equip. Josh Holmes, un representant de Propaganda Games, va descriure la creació de l'Achievement dient: "El que vam trobar va ser que els jugadors que jugaven la seva primera partida a Turok, gairebé tots els jugadors, s'estaven matant (accidentalment) un company d'equip i un enemic amb una granada o una pistola amb bomba adhesiva i així vam pensar "eh, hauríem de donar-los un reconeixement per això", com una mena de broma". Va continuar dient que els desenvolupadors planejaven llançar un pedaç per eliminar Grab Bag si l'assassinat excessiu d'equips es convertia en un problema després del llançament. A la versió de llançament del joc, l'assoliment elimina el requisit de matar un company d'equip i s'atorga després que el jugador mati un enemic, un dinosaure i ells mateixos a la mateixa partida. Més tard es va llançar un paquet de mapes anomenat "Velociraptor Pack", que conté dos mapes multijugador nous, un mapa cooperatiu nou i 2 mapes renovats, que ara tenen lloc a la nit.
El multijugador en línia per a la versió de PlayStation 3 es va tancar permanentment el febrer de 2011.

## Argument
Tot i ser titulat "Turok", el títol és tractat com una sèrie completament diferent i no té relació amb la continuïtat dels anteriors jocs o amb els còmics.
El jugador pren el paper de Joseph Turok. Anteriorment, Turok és un membre de Wolf Pack, un destacament militar especialitzat que els seus membres van ser entrenats en black ops pel General Roland Kane. Després de deixar el grup, turok és reassignat als militars i finalment i es fa el membre més recent de la Companyia Whiskey, un equip que s'ha muntat per aturar al seu antic mentor i tornar a la Terra. Anteriorment 'General' Kane, que suposadament havia desaparegut tres anys abans només per un cop que han sorgit de nou a un món sota la jurisdicció de la Mendel-Gruman (M-G) Corporation.
En primer lloc, el grup pensa que ell és un combatent inexpert i insegur, i irresponsable. Un membre en particular, Slade, té un rancor contra turok, perquè el seu germà va ser assassinat a la mateixa batalla on Turok tracta de fugir, guanyant la seua dubtosa reputació. Sense coneixement de l'equip, Roland Kane està al comandament d'una força paramilitar secreta que treballa per a Mendel-Gruman.

### Repartiment
- Gregory Cruz com a Joseph Turok
- Ron Perlman com a Slade
- Timothy Olyphant com a Cowboy
- Powers Boothe com a Roland Kane
- William Fichtner com a Logan
- Donnie Wahlberg com a Shepard
- Christopher Judge com a Jericho
- Sean Donnellan com a Grimes
- Mark Rolston com a Cole
- Gideon Emery com a Reese
- Lombardo Boyar com a Gonzales
- Joshua Gomez com a Parker
- Jon Curry com a Foster
- Jason Harris com a Carter
- Steven Van Wormer com a Henderson
- Mark Deakins com a MC Commander

## Desenvolupament
El joc va estar en desenvolupament durant 3 anys amb un equip de 150 persones.

## Rebuda
Turok va rebre ressenyes "mixtes o mitjanes", segons l'agregador de ressenyes Metacritic.
GameTrailers, que va donar al joc 8.3/10, va destacar l'ús del joc de l'Unreal Engine 3, creient que és "el millor ús de la tecnologia fora dels propis esforços d'Epic" i elogiant el modelatge i l'animació dels dinosaures en particular. 1UP.com va donar al joc una puntuació de C+, queixant-se específicament de la seva mecànica furtiva, l'ús de sacsejades de la càmera i errors gràfics ocasionals a la versió de PlayStation 3. Yuri Spadeface de Hyper' va elogiar el joc per la seva "solida velocitat de fotogrames", però va criticar el "disseny de nivell frustrant i l'execució mitjana". Turok va rebre 3/5 de X-Play, que va comentar que la seva ajuda d'objectiu era lamentablement inadequada tant en multijugador com en un sol jugador, però va elogiar els seus gràfics i "perspectives".
Turok va ser un èxit comercial, canviant més d'1 milió d'unitats en els seus dos primers mesos de vendes. El joc va ser prou popular perquè Propaganda Games comencés a treballar en una seqüela per a Xbox 360 abans que el desenvolupador fos tancat.